# Regiunea Maramureș

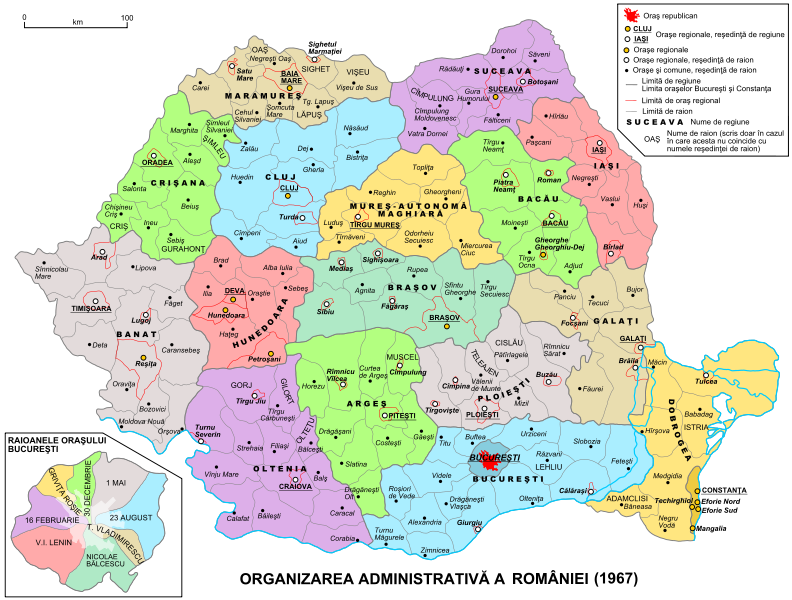
Regiunea Maramureș în cadrul împărțirii administrative a României (1960-1968)

Regiunea Maramureș a fost o diviziune administrativ-teritorială situată în zona de nord-vest a Republicii Populare Române, înființată în anul 1960 (când a fost desființată regiunea Baia Mare) și care a existat până în anul 1968, atunci când regiunile au fost desființate. 

## Istoric
Reședința regiunii a fost la Baia Mare, iar teritoriul său cuprindea o suprafață asemănătoare cu cea a actualelor județe Maramureș și Satu Mare. 

## Vecinii regiunii Maramureș
Regiunea Maramureș se învecina:
- 1960-1968: la est cu regiunea Suceava, la sud cu regiunile Cluj și Oradea, la vest cu Republica Populară Ungară, iar la nord cu RSS Ucraineană.

## Raioanele regiunii Maramureș
Regiunea Maramureș cuprindea următoarele raioane: 
- 1960-1968: Baia Mare, Carei, Cehu Silvaniei, Lăpuș (Tîrgu Lăpuș), Oaș (Negrești), Satu Mare, Sighet, Vișeu (Vișeul de Sus).